# Červený Újezd (Benešov)
Červený Újezd è un comune della Repubblica Ceca facente parte del distretto di Benešov, in Boemia Centrale.